# Belovsky (huyện của tỉnh Kemerovo)
Huyện Belovsky (tiếng Nga: ? райо́н) là một huyện hành chính tự quản (raion), của Tỉnh Kemerovo, Nga. Huyện có diện tích 3024 km². Trung tâm của huyện đóng ở Belovo.